# Río Arauca
Le río Arauca est un important affluent du fleuve Orénoque. Né en Colombie dans la Cordillère Orientale, il se jette dans l'Orénoque au Venezuela. Il matérialise la frontière entre ces deux pays sur une bonne partie de son parcours de 1 050 km. Le río Arauca est la plus typique des rivières baignant les grandes plaines appelées llanos. 

## Géographie

### Cours supérieur ou andin
Dans son cours supérieur, le río Arauca porte successivement différents noms. Sa source la plus éloignée de son confluent se trouve dans le Paramo d'El Almorzadero, à plus ou moins 4 000 m d'altitude, non loin du Nevado del Cocuy ; il porte alors le nom de río Chitagá, et reçoit les apports du río Carabo et de la vallée encaissée de Cácota. Il se dirige vers l'est et grossit rapidement grâce aux eaux de ses affluents Culaga et Bochaga, puis il change de nom et devient le río Margua. Dans ce secteur, il reçoit les apports des ríos Negro, Colorado et San Lorenzo. Du côté droit lui arrivent le Cubugón et le Cobaría, issus de la Sierra Nevada de Chita. Dans ce secteur, les Indiens U'wa (ou Tunebos) l'appellent Sarare. À son arrivée dans les larges plaines des llanos, ses bras forment l'île isla del Charo, d'une extrême fertilité.

### Le río Arauca, rivière de plaine
Il prend dès lors le nom de río Arauca, en hommage à la tribu indienne araucane qui habitait dans les sierras du cours supérieur et appartenait à la grande famille Arawaks. La rivière sert bientôt de frontière naturelle entre la Colombie et le Venezuela, et ce sur une longueur de 296 kilomètres. Dans ce secteur, il reçoit en rive droite (colombienne) les ríos Royata, Bojabá et Banadía et en rive gauche (vénézuélienne) le río Cutufí. La rive colombienne appartient au département homonyme (département d'Arauca), tandis que la rive vénézuélienne
fait partie de l'État d'Apure. 
Peu après, une branche s'isole du cours principal en rive droite, et pénètre dans les savannes du territoire colombien, formant ainsi le caño Agua Limón. Puis la rivière passe en bordure de la ville colombienne d'Arauca, capitale du département homonyme. Des indigènes Guahibo (ou Sikuani, ou Jivi, ou Jiwi) ont été signalés dans la ville d'Arauca, le long des berges de la rivière. Le río Arauca continue son cours jusqu'à l'endroit appelé Montañitas et pénètre peu après en territoire vénézuélien, dans l'État d'Apure. Elle finit par se jeter dans l'Orénoque. 
Son parcours est long de quelque 1 050 kilomètres, dont 80 pour cent sont navigables pour des 
embarcations de faible tirant d'eau.